# Hetter-Millinger Bruch
Het natuurreservaat de Hetter-Millinger Bruch ligt nabij de landsgrens in Kreis Kleve binnen de Duitse gemeentes Emmerich am Rhein en Rees. 
Dorpen in de nabije omgeving zijn Vrasselt, Praest, Bienen, Millingen en aan de Nederlandse kant  Netterden en Megchelen.

## Polders aan de Niederrhein
Het is een vierdelig natuurgebied van 6,59 km² Het ligt in de Nederrijnse Laagvlakte op de rechter oever van de Rijn ten noorden van de spoorlijn Emmerich - Rees. Het betreft een vlak polderlandschap met natte weilanden in een voormalig hoogwatergebied waar vroeger oude Rijnstrangen verliepen. 
Het is onder nummer KLE-013 sinds 1989 beschermd als vogelbroedgebied.  
Het gebied is belangrijk als rustgebied voor weidevogels, zoals grutto en kievit, en winterverblijf voor arctische ganzen. 
Langs de sloten groeit beschermde flora. 
Het waterpeil van de lange rechte sloten varieert tussen droog en nat. Er is slechts extensieve landbouw (hooiwinning) en veeteelt (rundvee). 

### De Hetter
Deelgebied de Hetter met zijn kaarsrechte sloten ligt verdeeld in een grote en een kleine lus, de grote en de kleine Hetter, ten noorden van de A3. De vele ontwateringssloten vloeien middels een pompwerk af op het Netterdensch Kanaal dat bij 's-Heerenberg in gemeente Montferland overgaat in het grensriviertje Die Wild. Een deel van het water bij het pompstation vloeit via de Löwenberger Landwehr af op de Rijn bij Emmerik.
Voor agrarisch verkeer is het gebied toegankelijk middels een paar viaducten over de autobaan A3 en een parallelweg ten noorden daarvan. Een enkel landbouwbedrijf valt als een eilandje buiten het beschermde gebied. Aan de Hetterstraße staat een verhoogd uitkijkpunt met informatie van natuurbescherming NABU-Kleve. 

### Millinger Bruch
De Millinger Bruch ligt ten zuiden van de A3 en kenmerkt zich door een kleinschaliger heggenlandschap met knotbomen zoals knotwilgen en knotessen. 
Het dijk- en waterbeheer in het gehele gebied valt onder Deichverband Bislich-Landesgrenze. De beken Tote Landwehr en de Hetterlandwehr omsluiten en ontwateren het gebied van de Hetter. Een verdeelstation bij Netterden laat een deel van het water door naar het Netterdensch Kanaal, maar een ander deel vloeit verder als Löwenberger Landwehr richting Emmerik.

## Geschiedenis: verdedigingslinies  Hetterlandwehr - Millinger Landwehr
De toestroom de Millinger Landwehr, die wordt gevoed vanuit het Millinger Meer, speelde door de eeuwen heen voor verschillende partijen een strategische rol als grenskanaal en verdedigingslinie, met een geschiedenis die teruggaat tot de Romeinse tijd.

## Omgeving
Het vlakke landschap van de Hetter strekt zich uit tot aan de  buurtschap Klein-Netterden (Emmerik) is ook herkenbaar rond de Nederlandse plaatsen Netterden, Veldhunten en Megchelen.
Vanaf de Holländerdeich kan men over een wandel- en fietsbrug Megchelen bereiken. Rondom de gebieden verloopt een fietsroute.
De dichtstbijzijnde treinstations zijn de halteplaatsen in Praest en Millingen.
Cultuurhistorische bezienswaardigheden in de nabije omgeving zijn onder andere:
- kastelen: Slot Hueth bij Bienen, Haus Offenberg en de Reckenburg bij Praest.
- molens: Mühle Berg, Dornicker Mühle in Dornick
- monumentale boerderijen met vloedschuren
- kamp Rees in Rees-Groin, kamp voor buitenlandse dwangarbeiders gedurende de Tweede Wereldoorlog
- natuurgebieden: Bienener Altrhein, Millinger Meer, Dornicksche Ward

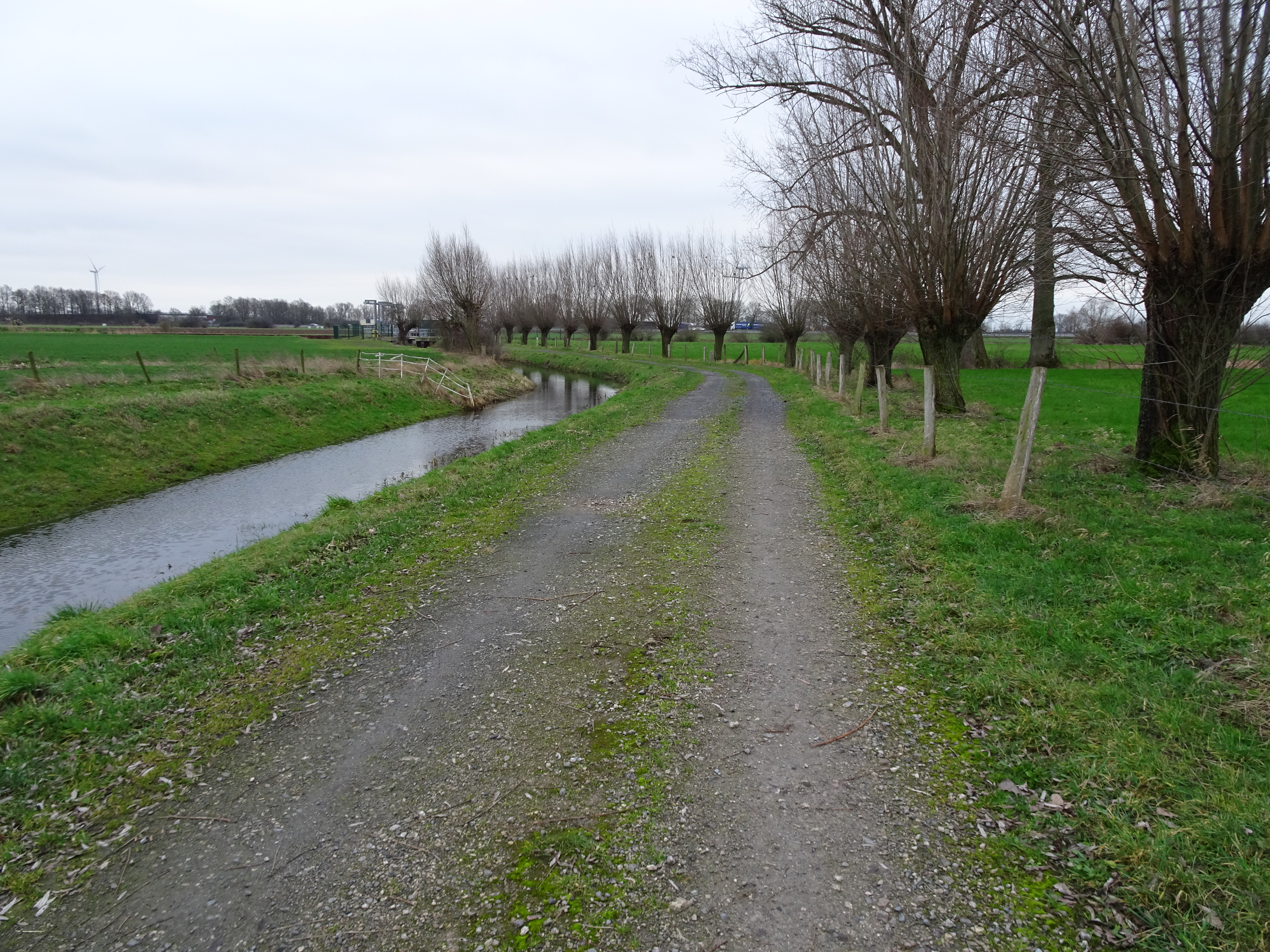
Bij verdeelwerk, grenskanaal
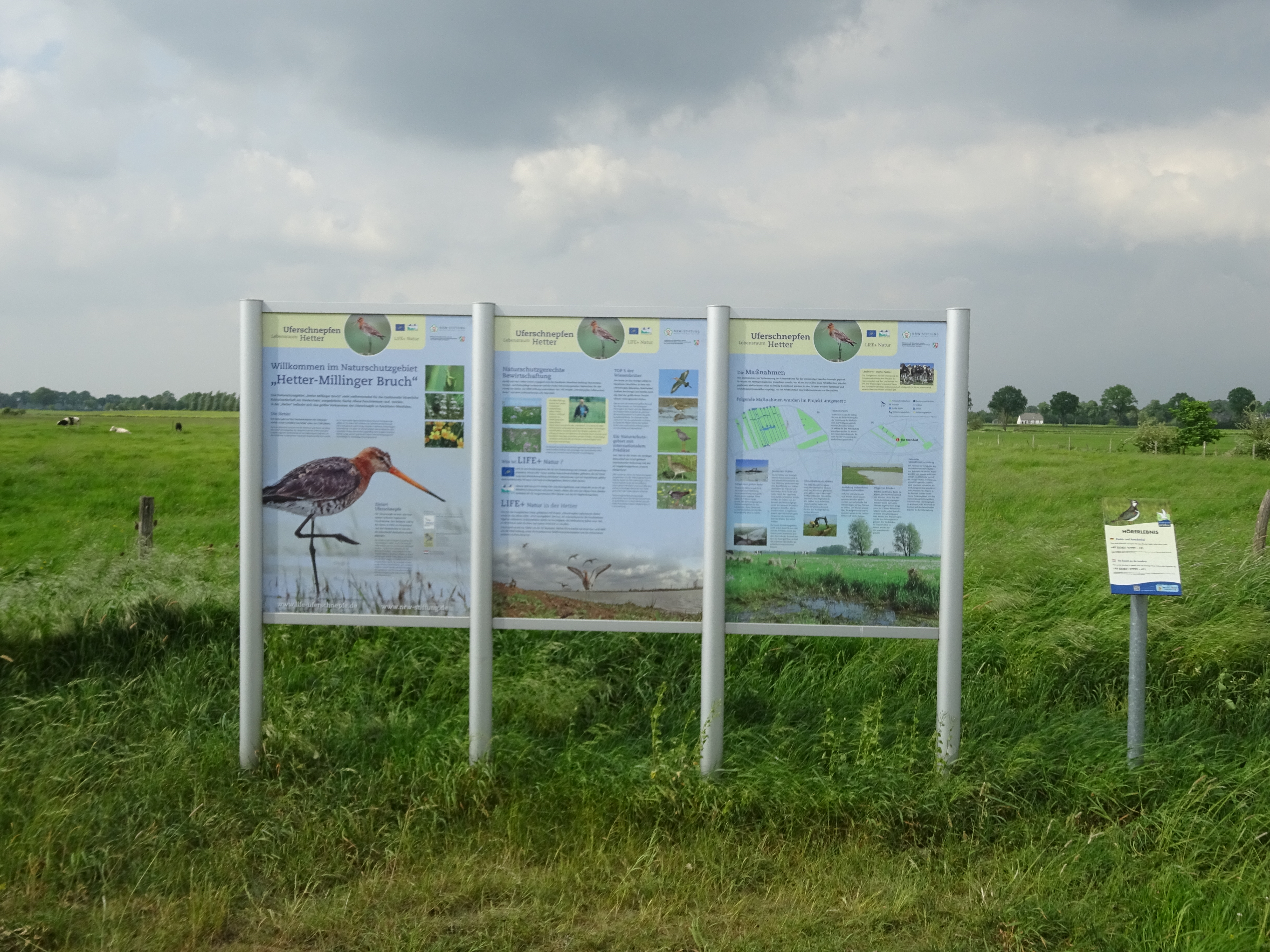
Infoborden, tweetalig
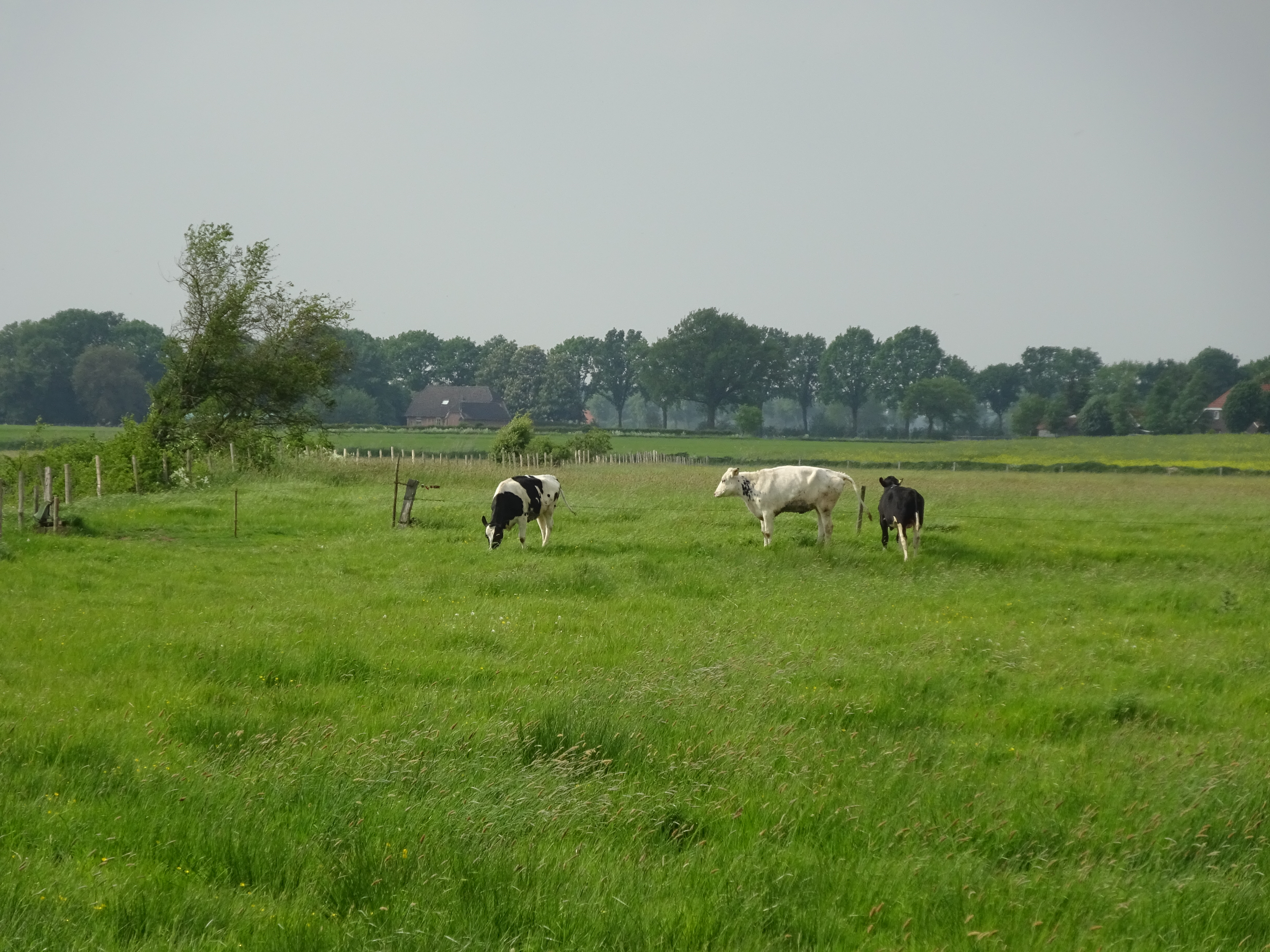
Veeweide met runderen
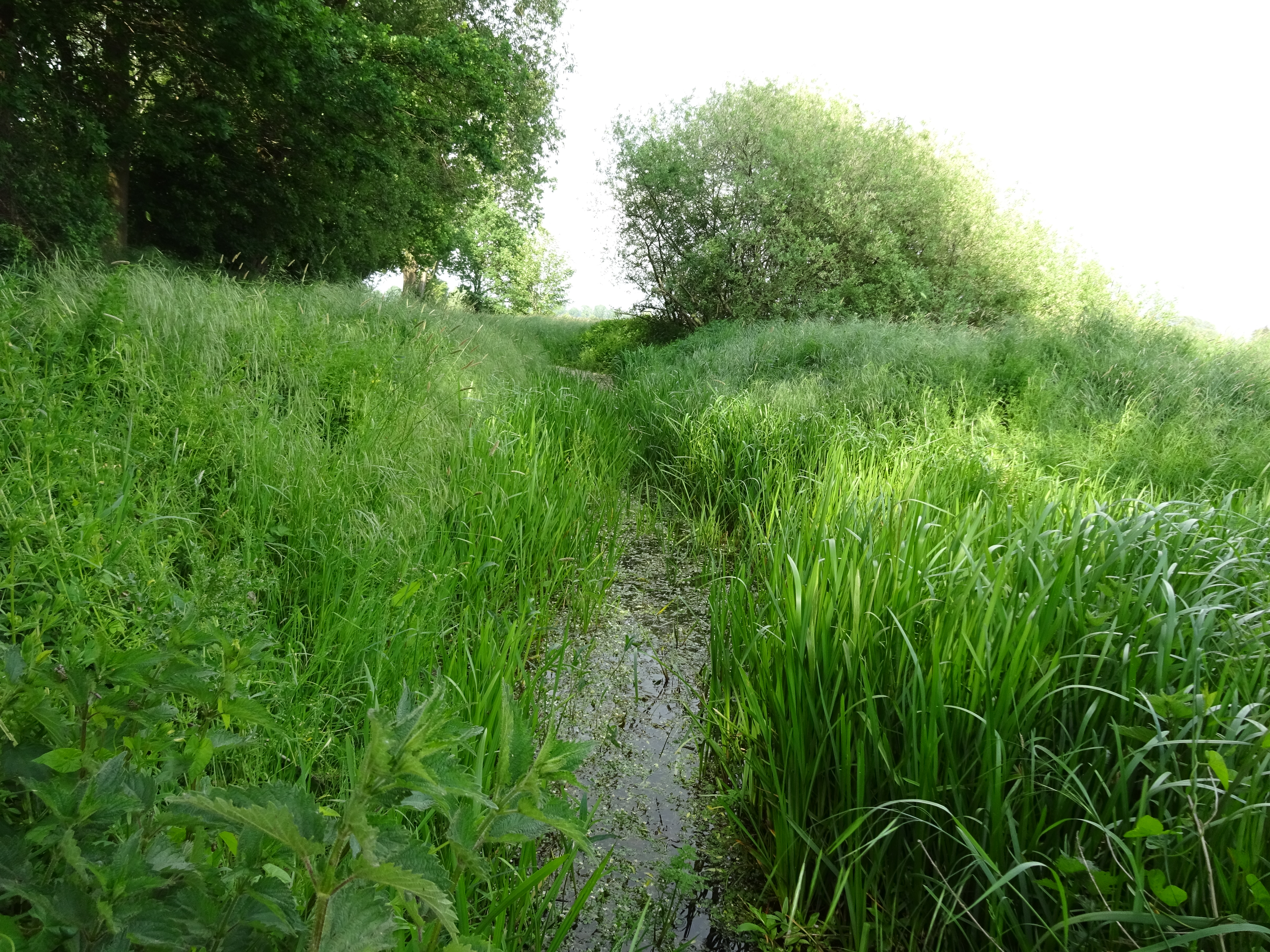
Sloot bij de Holländerdeich
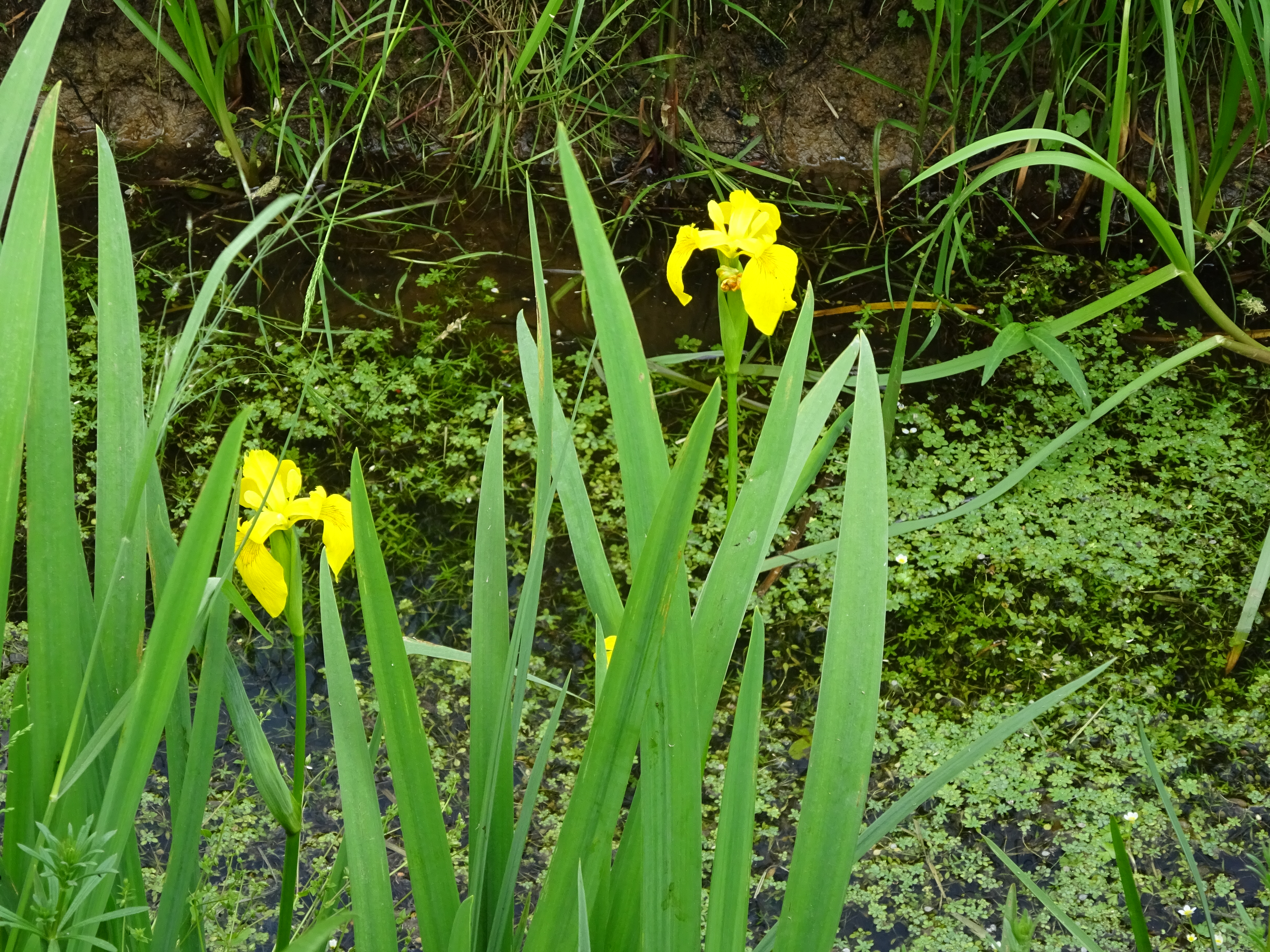
Flora, gele lis
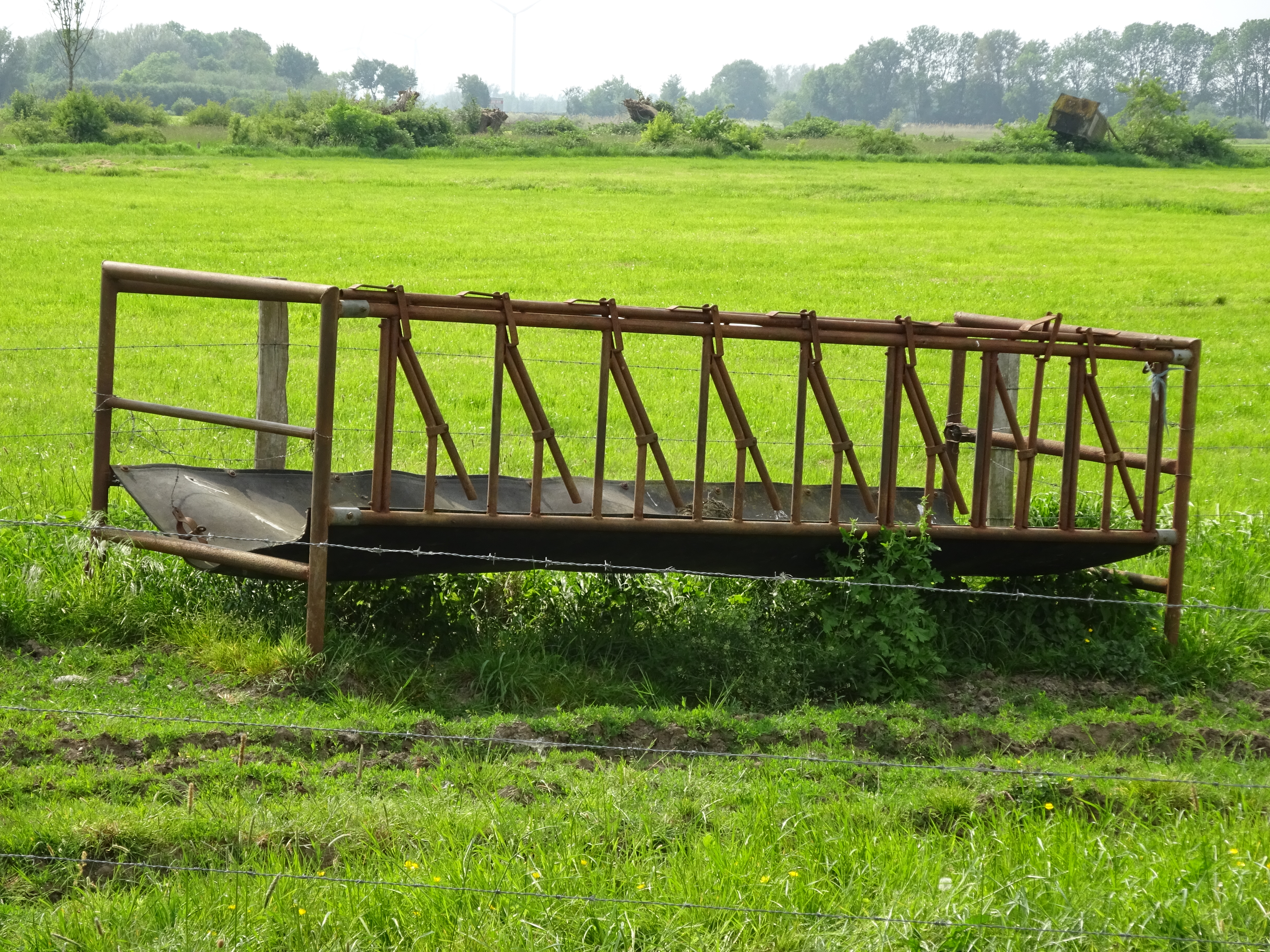
Natte weide met voerplaats
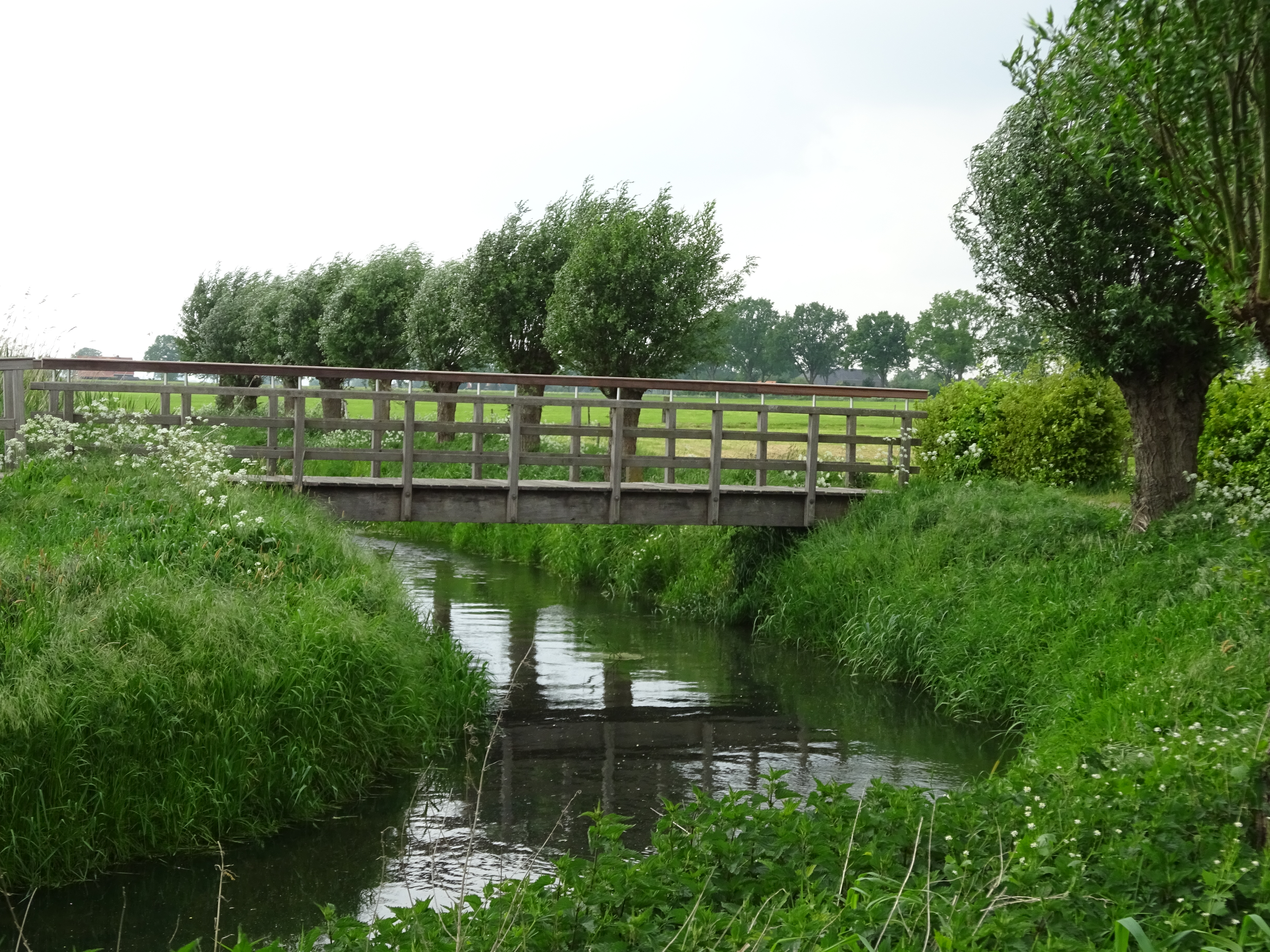
Grensbrug bij Megchelen
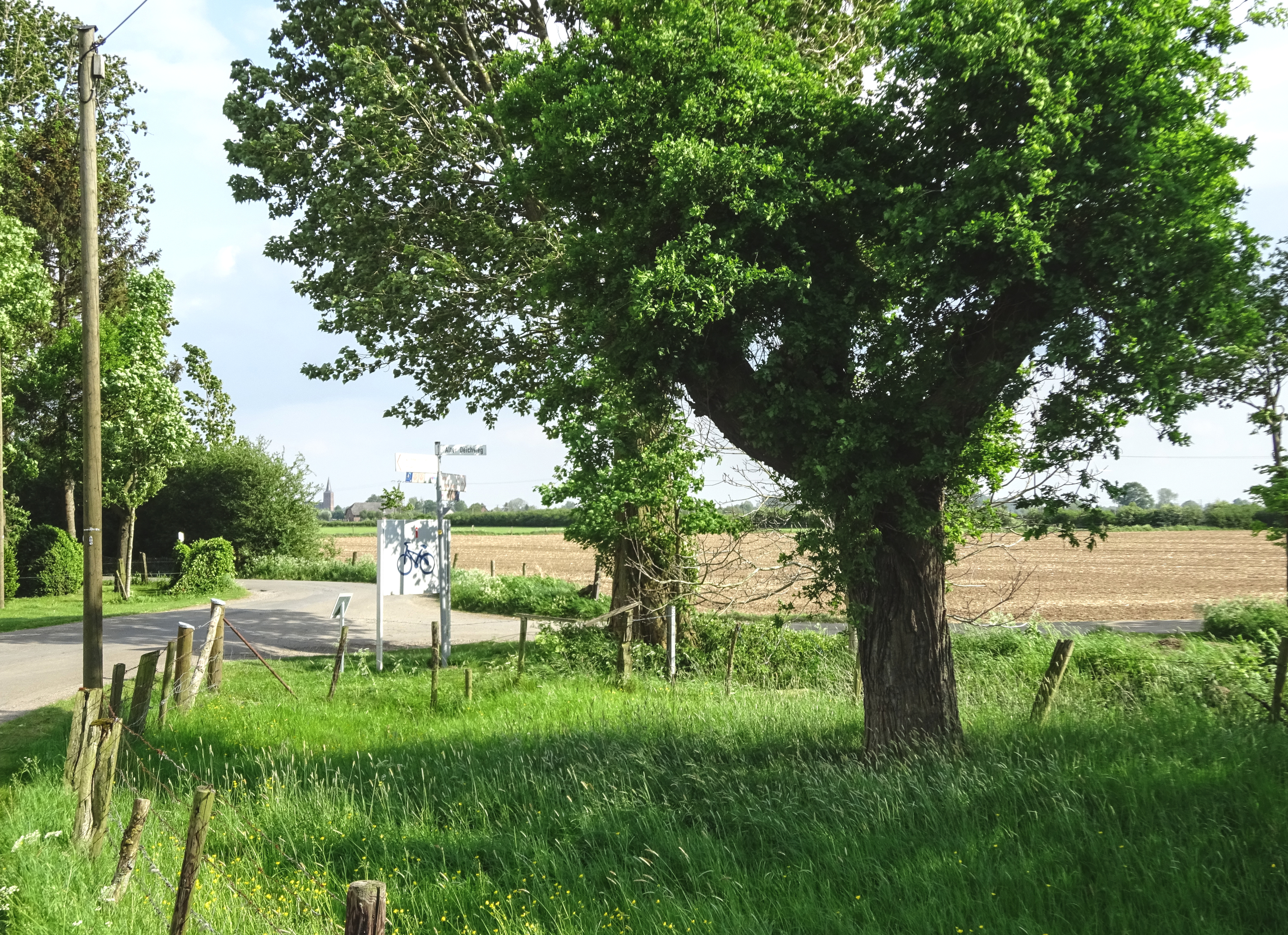
Fietspad in Millinger Bruch